# Jane Eyre (filme de 1996)
Jane Eyre (bra: Jane Eyre - Encontro com o Amor; prt: Jane Eyre) é um filme franco-ítalo-britano-estadunidense de 1996, do gênero drama romântico, dirigido por Franco Zefirelli, com roteiro dele Hugh Whitemore baseado no romance homônimo de Charlotte Brontë.

## Sinopse
Jane Eyre é uma jovem órfã que, depois de ser muito maltratada por sua tia, vai viver em um colégio interno. Anos depois, ela sai do colégio e começa a trabalhar como governanta na casa do sr. Rochester, o que muda sua vida para sempre.

## Elenco
- Charlotte Gainsbourg ... Jane Eyre
- Anna Paquin ... Jane Eyre (jovem)
- Nic Knight ... John Reed
- Nicola Howard ... Eliza Reed
- Sasha Graff ... Georgiana Reed
- Fiona Shaw ... sra. Reed
- John Wood ... sr. Brocklehurst
- Geraldine Chaplin ... srta. Scatcherd
- Amanda Root ... srta. Temple
- Leanne Rowe ... Helen Burns
- Maria Schneider ... Bertha Mason

## Recepção
No agregador de críticas dos Estados Unidos, o Rotten Tomatoes, na pontuação onde a equipe do site categoriza as opiniões da  grande mídia e da mídia independente apenas como positivas ou negativas, o filme tem um índice de aprovação de 75% calculado com base em 28 comentários dos críticos. Por comparação, com as mesmas opiniões sendo calculadas usando uma média aritmética ponderada, a nota alcançada é 6/10.
O The New York Times disse que o filme "tem seus momentos".